# Dominik Stolz (Fußballspieler)
Dominik Stolz (* 4. Mai 1990 in Neuendettelsau) ist ein deutsch-luxemburgischer Fußballspieler. Der offensive Mittelfeldakteur steht beim Erstligisten RFC Union Luxemburg unter Vertrag.

## Karriere
Stolz wechselte im Jahr 2005 vom 1. FC Nürnberg in die Jugend der SpVgg Ansbach 09. Dort rückte er zur Saison 2008/09 zur ersten Mannschaft auf, mit der er in der Bayernliga spielte. Nach zwei Spielzeiten ging er zur zweiten Mannschaft der SpVgg Greuther Fürth. Ab Juli 2011 spielte Stolz mit dem SV Seligenporten zunächst in der Bayernliga und ab der Saison 2012/13 in der neu gegründeten Regionalliga Bayern. Dort schoss er in zwei Spielzeiten 28 Tore und wechselte anschließend zum Ligakonkurrenten SpVgg Bayreuth. In der darauf folgenden Saison erzielte er bei 34 Einsätzen 23 Tore und wurde damit Torschützenkönig.
Zur Saison 2015/16 wechselte Stolz zum Zweitligisten SV Sandhausen. Am 19. September 2015 debütierte er bei der 0:2-Auswärtsniederlage gegen den 1. FC Nürnberg in der 2. Bundesliga, wobei er in der 87. Minute für Denis Linsmayer eingewechselt wurde. Am 27. Februar 2016 erzielte er bei der 2:3-Auswärtsniederlage gegen den VfL Bochum mit dem Treffer zum 1:2 sein erstes Ligator. Nach einer Spielzeit verließ er die Kurpfälzer zur Saison 2016/17 in Richtung Luxemburg. Beim dortigen Erstligisten F91 Düdelingen erhielt er einen Vierjahresvertrag.
Sein erstes Pflichtspiel absolvierte er am 12. Juli 2016 in der Champions-League-Qualifikation bei der 0:2-Niederlage gegen den FK Qarabağ Ağdam. Er nahm mit Düdelingen 2018/19 an der Gruppenphase der Europa League teil und schoss bei der 2:5-Auswärtsniederlage im Giuseppe-Meazza-Stadion gegen den AC Mailand das zwischenzeitliche 1:1 für seinen Verein. Mit Düdelingen wurde Stolz insgesamt dreimal Meister und zweimal Pokalsieger.
Am 2. Juli 2020 gab der Erstliga-Aufsteiger Swift Hesperingen die Verpflichtung des Mittelfeldspielers bekannt. Hier erzielte er in 29 Saisonspielen 17 Treffer und erreichte mit der Mannschaft Platz drei, der zur Teilnahme an der UEFA Europa Conference League 2021/22 berechtigte. Dort scheiterte Stolz in der 1. Qualifikationsrunde an NK Domžale aus Slowenien. In der Saison 2021/22 wurde der Mittelfeldspieler mit 23 Treffern Torschützenkönig der BGL Ligue und erreichte mit dem Verein den 4. Tabellenplatz. In der darauf folgenden Saison steuerte Stolz 29 Treffer zur Meisterschaft von Swift Hesperingen bei. Nach insgesamt fünf Jahren, 161 Pflichtspielen mit 110 Toren wechselte der Mittelfeldakteur im Sommer 2025 weiter zum Ligarivalen RFC Union Luxemburg.

## Erfolge
F91 Düdelingen
- Luxemburgischer Meister: 2017, 2018, 2019
- Luxemburgischer Pokalsieger: 2017, 2019

Swift Hesperingen
- Luxemburgischer Meister: 2023

Persönliche Auszeichnungen
- Torschützenkönig der Regionalliga Bayern: 2015 (23 Tore)
- Torschützenkönig der BGL Ligue: 2022 (23 Tore)